# 5978 Kaminokuni
5978 Kaminokuni eller 1992 WT är en asteroid i huvudbältet som upptäcktes den 16 november 1992 av de båda japanska astronomerna Kazuro Watanabe och Kin Endate vid Kitami-observatoriet. Den är uppkallad efter den japanska staden Kaminokuni.
Asteroiden har en diameter på ungefär 6 kilometer.